# Irm Schoffers
Irm Schoffers (* 15. Juni 1927 in Frankfurt am Main; † 6. Dezember 2008 in Ravensburg) war eine deutsche Fotografin und Fotokünstlerin.

## Leben

### Werdegang
Zur Herkunft von Irm Schoffers liegen keine Hinweise vor.
Sie besuchte die Viktoria Oberschule in Frankfurt und das Starkenburg-Gymnasium in Heppenheim. Nach Beendigung der Schule begann sie 1947 eine Ausbildung bei einem Internisten und war von 1949 bis 1958 als medizinisch-technische Assistentin in einer medizinischen Tätigkeit. Zu dieser Arbeit gehörte auch das Entwickeln von Röntgenbildern, eine Arbeit, die sie sofort begeisterte und ihr Interesse an der Fotografie begründete, sodass sie sich fotografische Grundkenntnisse aneignete.
Sie studierte von 1959 bis 1962 an der Privatschule von Marta Hoepffner, deren Lebenspartnerin und Meisterschülerin sie wurde, in Hofheim Fotografie und wurde, nach Beendigung der Ausbildung, Lehrerin und Teilhaberin der Fotoschule; ihre Lehrtätigkeit endete 1975, als die Fotoschule aufgegeben wurde.
1964 war sie als freie Mitarbeiterin bei verschiedenen kommunalen Institutionen tätig und 1971 erfolgte ihr Umzug nach Kressbronn am Bodensee.
Seit 1976 war sie als freischaffende Fotografin tätig und beschäftigte sich überwiegend mit farbigen Fotogrammen.

### Fotografisches und künstlerisches Wirken
In den 1960er Jahren strebte Irm Schoffers Wirkungen an, die denen der neuen fantastischen Richtung in der Malerei ähnelten und in denen die Irrationalität eine große Rolle spielte.
1960 begann sie mit fotografischen Experimenten mit halbmechanischen Verfremdungsverfahren und 1964 entwickelte sie fotografische irrationale Formen und Strukturen, die bereits 1965 durch ihre figurative Periode durch geometrische und figurative Formkomplexe, Bildverzerrungen durch projizierte Schablonenverformung und Kreisscheibenkollagen abgelöst wurde. 1966 nutzt sie die selbsttätig funktionierende Apparatur und erstellte neue Formen durch Demontage. In dieser Zeit gestaltete sie auch Schmalfilme mit Licht- und Tonexperimenten. 1968 schuf sie bewegliche transparente Negativ-Positiv-Grafiken und 1972 farbige Abstraktionen durch willkürliche gesteuerte Fotografik.
1980 schuf sie neue Abstraktbilder mit kristallinen Elementen.
Sie entwickelte das experimentelle Lichtbild durch Malen in der Dunkelkammer im Sinne von Man Ray und László Moholy-Nagy zur irrationalen Fotografik weiter. Die Fotos bildeten lediglich den Ausgangspunkt ihres künstlerischen Schaffens.
In ihren Arbeiten zeigen die strengen formalen Strukturen, dass sie nicht die von ihr vollendet beherrschte Technik demonstrieren wollte, sondern in ihrem umfangreichen Werk künstlerische Formfindung mit unkonventionellen Mitteln anstrebte.

## Ausstellungen (Auswahl)
- Fürstliche Kunstsammlung, Vaduz;
- Bibliothèque Nationale Paris;
- Bauhaus-Archiv, Berlin;
- Landratsamt Bodenseekreis, Friedrichshafen;
- Sammlung der Stadt Tuttlingen.

## Mitgliedschaften
1969 wurde Irm Schoffers Mitglied im Bund deutscher Landesberufsverbände Bildender Künstler (siehe Bundesverband Bildender Künstlerinnen und Künstler).